# Анальгезія
Анальге́зія (лат. analgesia — дослівно «без болю») — стан пригніченості больової чутливості людини в результаті впливу біологічно активних речовин на центральну нервову систему або її периферійні області; патологія, через яку блокується надходження до головного мозку сигналів від нервових закінчень, внаслідок чого повна відсутність відчуття болю.
Спостерігається як симптом при деяких захворюваннях нервової системи. Дуже рідкісні випадки вродженої анальгезії, в цьому випадку людина повинна дотримуватися певного графіку спостережень за своїм тілом і часто відвідувати лікаря, щоб попередити розвиток захворювань, які у звичайних людей діагностуються больовими відчуттями.